# Hermunduri
Hermunduri, Hermanduri, Hermunduli, Hermonduri ali Hermonduli so bili germansko pleme, od 1. do 3. stoletja n. št. naseljeno v porečju gornje Labe na ozemlju sedanje Češke. Špekulativno se povezujejo tudi z bolj severno Turingijo. V preteklosti se je zaradi podobnosti imen sklepalo, da so bili Turingi morda potomci Hermundurjev. Klavdij Ptolemej v svoji Geografiji ne omenja nobenega od obeh plemen, temveč Tevrioheme, ki bi lahko bili povezani z obema.

## Zgodovina
Strabon šteje Hermundurje kot nomadsko svebsko ljudstvo, naseljeno vzhodno od Labe.
Kar se tiče plemena Svebov, je največje, saj sega od Rena do Albisa [Laba]; del njih živi tudi na drugi strani Labe, kot na primer Hermundurji in Langobardi. In slednje so do zadnjega moža prisilili na beg iz njihove dežele na ozemlje na drugi strani reke.
Kasij Dion prvi poroča, da je leta 1 n. št. Rimljan Domicij (morda Lucij Domicij Ahenobarb, konzul za leto 16 pr. n. št.),  
... ko je še upravljal ozemlje ob Istru [Donava], prestregel Hermundurje, ki so iz neznanega vzroka zapustili svojo rodno deželo in   tavali naokrog in iskali drugo deželo na ozemlju Markomanov, kjer bi se lahko naselili. Hermundurji so prečkali Labo, kjer niso nalateli na noben odpor, in se spoprijateljili z barbari da drugem bregu reke. Na bregu reke so postavili oltar, posvečen Avgustu.
Ozemlje Hermundurjev opisuje tudi Velej Paterkul:
Moč Langobardov, rase, ki je v divjaštvu prekašala celo Germane, je bila zlomljena; in končno – in to je nekaj, s čimer se nikoli prej niso  niti ukvarjali niti upali, še manj pa dejansko poskušali – so rimsko vojsko z njenimi prapori povedli  štiristo milj onkraj Rena do reke Labe, ki teče mimo ozemlja Semnonov in  Hermundurjev.
Plinij starejši v svoji Historia Naturalis omenja Hermundurje kot eno od ljudstev Hermionov, "ki so vsi izhajali iz Manusa". V isto kategorijo je uvrstil Hate, Heruske in Svebe.
Tacit v svoji Germaniji najprej našteje nekaj svebskih ljudstev in nato omeni Hermundurje kot ljudstvo, ki živi ob Donavi in izvirih Labe:
Bližja nam je država Hermundurjev (sledil bom toku Donave, kot sem pred tem sledil toku Rena), ljudstva, zvestega Rimu. Zato edini od Germanov ne trgujejo le na bregovih reke, ampak daleč v notranjosti in v najbolj cvetoči koloniji province Retije. Povsod smejo mimo brez straže; in medtem ko drugim plemenom razkazujemo samo svoje orožje in svoja tabore, smo njim odprli svoje hiše in podeželske sedeže, po katerih hrepenijo. V njihovih deželah izvira Laba, nam znana že v preteklih dneh; zdaj o tem samo slišimo.
—Tacit. Germania 41
Tacit v svojih Analih pripoveduje, kako je Hermundur Vibilij leta 18 n. št.  vodil strmoglavljenje markomanskega kralja Katvalde  v korist Kvada Vanija. Okoli leta 50 n. št. je Vibilij v zavezništvu z Vanijevima nečakoma Vangionom in Sidonom ter  Lugi vodil tudi Vanijevo odstavitev.
Leta 58 n. št. so Hermundurje premagali Hati v mejnem sporu zaradi versko pomembne reke.
Hermundurji so delili sporno mejo s Hati tudi na reki, ob kateri so bila ležišča soli. Reka bi lahko bila Werra ali saška Saale. Hermndurji so v sporu zmagali.
Ko je Mark Avrelij leta 180 umrl, je bil v konfliktu  z zvezo Markomanov, Hermundurjev, Sarmatov in Kvadov.
Nekateri avtorji so sklepali, da so ostanki Hermandurjev postali Turingi. Trdili so, da bi končnica –duri lahko predstavljala popačeno končnico –turi in bi lahko pomenila  "potomci ([Hermun]durjev)". Drugi znanstveniki se s tem ne strinjajo.